# Totana (Gerichtsbezirk)
Der Gerichtsbezirk Totana ist einer der elf Gerichtsbezirke in der autonomen Gemeinschaft Murcia.
Der Bezirk umfasst 5 Gemeinden auf einer Fläche von 1.025,59 km² mit dem Hauptquartier in Totana.

## Gemeinden
| Gemeinde              | Einwohner (2024) | Fläche km² | Dichte Einw./km² | Cod INE | Postleitzahl |
| --------------------- | ---------------- | ---------- | ---------------- | ------- | ------------ |
| Aledo                 | 1.108            | 49,74      | 22               | 30006   | 30859        |
| Alhama de Murcia      | 23.578           | 311,55     | 76               | 30008   | 30840        |
| Librilla              | 5.777            | 56,50      | 102              | 30023   | 30892        |
| Mazarrón              | 35.099           | 318,87     | 110              | 30026   | 30870        |
| Totana                | 33.663           | 288,93     | 117              | 30039   | 30850        |
| Gerichtsbezirk Totana | 99.225           | 1.025,59   | 97               | –       | –            |